# Capobula
Genre
Capobula est un genre d'araignées aranéomorphes de la famille des Trachelidae.

## Distribution
Les espèces de ce genre se rencontrent en Afrique du Sud et au Lesotho.

## Liste des espèces
Selon World Spider Catalog (version 22.0, 26/03/2021) :
- Capobula capensis Haddad, Jin, Platnick & Booysen, 2021
- Capobula infima (Simon, 1896)
- Capobula montana Haddad, Jin, Platnick & Booysen, 2021
- Capobula neethlingi Haddad, Jin, Platnick & Booysen, 2021
- Capobula ukhahlamba Haddad, Jin, Platnick & Booysen, 2021

## Publication originale
- Haddad, Jin, Platnick & Booysen, 2021 : « Capobula gen. nov., a new Afrotropical dark sac spider genus related to Orthobula Simon, 1897 (Araneae: Trachelidae). » Zootaxa, no 4942(1), p. 41-71.